# Solok
Solok è una città dell'Indonesia, situata nella provincia di Sumatra Occidentale.